# Eulophia epidendraea
Eulophia epidendraea là một loài thực vật có hoa trong họ Lan. Loài này được (J.König ex Retz.) C.E.C.Fisch. mô tả khoa học đầu tiên năm 1928.